# Титикака
Титикака (на испански: Lago Titicaca; на кечуа: Titiqaqa) е езеро разположено на границата между Перу (региона Пуно) и Боливия (департамента Ла Пас), второто по големина след езерото Маракайбо в Южна Америка и най-голямото високопланинско езеро на Земята. Площта му е 8372 km², дължината от северозапад на югоизток е 176 km, ширината – до 66 km, максималната дълбочина 281 m (средна 107 m), обемът 893 km³, а дължината на бреговата линия – 1125 km².

## География, хидроложки данни
Езерото Титикака е разположено на платото Пуна, в Централните Анди, на 3812 m н.в. Неговата падина е с тектонски произход, а самото езеро е остатък от много по-обширен древен водоем. Бреговете му са силно разчленени, а на североизток и югозапад – планински и стръмни. Площта на водосборният му басейн е 58 000 km², като в него се вливат около 300 предимно малки реки, най-големите от които са Рамис, Коата, Илаве, Уанкане и Сучез. От най-южният му ъгъл изтича река Десагуадеро, вливаща се в безотточното езеро Поопо. В него са разположени 41 острова, най-големи от които са: Титикака, Такири, Папо (на територията на Боливия); Такиле, Амантани, Сото (на територията на Перу).
Температурата на повърхността на водата в неговите средни части е почти постоянна (11 – 12°С), а край бреговете са наблюдават значителни колебания на температурата, като даже през лятото, обикновено през нощта, малките заливи и крайбрежните участъци се покриват с тънка ледена кора. Най-високо ниво на водата се наблюдава в края на лятото (през месец март), а най-ниско – от май до декември. Химическият състав на водата му е много близък до океанския.

## Стопанско значение
Местното население, живеещо по бреговете на езерото плете рибарските си лодки от тръстика. То се използва за риболов, транспорт и туризъм. Най-голям град и пристанище е Пуно (в Перу), разположен на западния му бряг, който е свързан с жп линия с тихоокеанското пристанище Молиендо. На източния му бряг, на боливийска територия се намира град Копакабана. На югоизточното му крайбрежие и близките острови се намират множество паметници на древната индианска култура тиуанако.

## История
За пръв път европейците достигат до езерото Титикака при хребета Кордилера Реал. От 1862 г. то е най-високото плавателно езеро в света за големи кораби, защото тогава един параход е доставен на части дотам и сглобен на брега. След цял век служба той е „пенсиониран“ и заменен от съвременните кораби, които правят редовни курсове между Пуно в Перу и дестинации в Боливия.

## Флора и фауна
Езерото Титикака служи за климатична граница в Андите: на север климатът става все по-умерен, а на юг – по-суров. Бреговете му бележат южната граница с целогодишни високопланински поселения и добра реколта на картофи. Царевицата и ечемикът не узряват, но ги отглеждат за храна на животните. Риболовът в езерото е слабо развит, но флората и фауната в Титикака са разнообразни.
Езерото Титикака е дом на повече от 530 водни видове. Езерото притежава големи популации от водолюбиви птици и е определено като Рамсарско място на 26 август 1998 г. Няколко застрашени видове като титикакската гигантска жаба и нелетящият титикакски гмурец са почти изцяло разпространени само в езерото, а рибата Orestias cuvieri е изчезнала през първата половина на 20 век в резултат на конкуренцията и хищничеството на различни внесени отвън видове риби – пъстърва и Neotropical silverside. Около 90% от видовете риби в басейна са ендемични.
В Титикака живеят 24 вида сладководни охлюви (15 ендемити, включително няколко малки охлюва от вида Heleobia) и по-малко от половин дузина видове миди (всички от семейството Sphaeriidae), но като цяло те са много слабо познати и тяхната таксономия се нуждае от преразглеждане. В езерото живеят също група ендемични видове мамарци.